# (3525) Paul
(3525) Paul es un asteroide perteneciente al cinturón de asteroides, descubierto el 15 de febrero de 1983 por Norman G. Thomas desde la Estación Anderson Mesa (condado de Coconino, cerca de Flagstaff, Arizona, Estados Unidos).

## Designación y nombre
Designado provisionalmente como 1983 CX2. Fue nombrado Paul en homenaje a "Paul J. Baltutis" yerno del descubridor.